# Ујка Сем (дијамант)
Ујка Сем (енгл. Uncle Sam) је надимак за највећи дијамант откривен на просторима Сједињених Америчких Држава. Пронашао га је В. O. Басум (енгл. W. O. Bassum) 1924. године у парку Кратер дијаманата у Арканзасу, САД. У првобитном необрађеном облику дијамант је имао вредност од 40,23 карата. Убрзо је почео да се обрађује, тако да је после два сечења овај смарагд вредео „само“ 12, 42 карата.
1971. године дијамант прелази у приватно власништво богаташа који је за њега морао да издвоји $150.000,00